# Balleny Fracture Zone
Balleny Fracture Zone är en sprickzon i Antarktis. Den ligger i havet utanför Östantarktis. Australien gör anspråk på området.